# Henry Williams (cónego)
Henry Williams BD (fl. anos 1510) foi um cónego de Windsor de 1537 a 1554.

## Carreira
Ele foi educado em Oxford e graduou-se BA em 1515, MA em 1521, BD em 1531.
Ele foi nomeado:
- Prebendário de North Muskham em Southwell 1533
- Prebendário de Bedminster e Redcliffe em Salisbury 1535
- Prebendário de York 1535
- Prebendário de Lincoln 1535
- Reitor de West Ilsley

Ele foi nomeado para a décima bancada na Capela de São Jorge, Castelo de Windsor em 1537 e ocupou a canonaria até 1554. A data da sua morte não está registada.